# ブラッド・トレイン
もしかして
- ブレット・トレイン

ではありませんか？